# حنان طارق
حنان طارق (بالأمهرية: ሃናን ታሪቅ) هي ممثلة إثيوبية، ولدت في 30 يونيو 1994.